# Trabzon
Trébizonde
Cet article concerne la ville depuis le début des années 1920. Pour la ville ancienne, voir Trébizonde.
Trabzon, ou Trébizonde (d'après son nom antique et médiéval), est une ville de Turquie, préfecture de la province du même nom, située au bord de la mer Noire, dans la région de la mer Noire. Capitale culturelle et historique de la région de la mer noire (karadeniz).
Depuis sa fondation par des colons grecs autour du VIIe siècle av. J.-C., Trébizonde, capitale de la région du Pont, a souvent constitué un des centres commerciaux et politiques majeurs de la côte sud de la mer Noire. Trabzon a longtemps été un lieu de passage obligé pour les voyageurs s’aventurant en Asie, comme Xénophon, Evliya Çelebi, Marco Polo, Nicolas Bouvier. C’était un lieu essentiel pour le commerce international, ce qui justifia l’ouverture éphémère de consulats français et anglais dans la ville. Au Moyen Âge elle fut une étape de la Route de la soie ; Marco Polo y passa à son retour de Chine, alors que la ville était capitale de l'empire de Trébizonde, qui se trouva coupé de l'Empire byzantin par la quatrième croisade de 1204, et lui survécut jusqu'en 1461, lorsque le sultan ottoman Mehmed II s'en empara.
Rabaissée depuis au rang de capitale provinciale, Trabzon conserva sa diversité ethnique et religieuse et ses nombreuses colonies de marchands jusqu'au début du XXe siècle, quand les deux génocides grec pontique et arménien y éradiquèrent le christianisme oriental, majoritaire jusque-là. Son port demeure important dans l'économie turque, essentiellement comme plaque tournante du commerce entre le Moyen-Orient (notamment l'Iran), le Caucase et les autres pays riverains de la mer Noire.
En 2016, la ville et l'agglomération comptaient respectivement 327 000 et 486 000 habitants.

## Histoire

### Au sein de la république de Turquie
La ville, peuplée en partie par des Turcs venus de Grèce, des Balkans ou du Caucase d'où ils ont été chassés par échange avec les chrétiens de Turquie conformément aux dispositions du traité de Lausanne (1923), est connue pour être un berceau d'idées politiques ultra-nationalistes. Le prêtre catholique italien Andrea Santoro y a été assassiné le 5 février 2006. La famille d'Ogün Samast, assassin en janvier 2007 du journaliste turc d'origine arménienne Hrant Dink, est originaire de Trabzon.

## Géographie

### Situation
La ville est située sur la rive sud-est de la mer Noire au pied des Alpes pontiques, dans la province homonyme. Le district a une superficie de 188,85 km2.

### Climat
Le climat de transition entre le climat océanique et le climat subtropical humide qui règne sur les côtes méridionales et orientales de la mer Noire est typiquement pontique. Les précipitations sont abondantes tout au long de l'année, notamment au printemps et à l'automne. Les températures maximales moyennes sont de 26,4 °C en août et de 10,7 °C en janvier et février. Les chutes de neige sont fréquentes en hiver, mais l'enneigement est limité par des températures généralement douces. La température de la mer varie quant à elle entre 8 °C et 20 °C.
| Mois                              | jan. | fév. | mars | avril | mai  | juin | jui. | août | sep. | oct.  | nov. | déc. | année |
| --------------------------------- | ---- | ---- | ---- | ----- | ---- | ---- | ---- | ---- | ---- | ----- | ---- | ---- | ----- |
| Température minimale moyenne (°C) | 4,6  | 4,3  | 5,2  | 8,6   | 12,8 | 16,9 | 19,8 | 20,2 | 17,2 | 13,6  | 9,9  | 6,6  | 11,6  |
| Température moyenne (°C)          | 7,7  | 7,5  | 8,5  | 12    | 16   | 20   | 22,8 | 23,3 | 20,4 | 16,8  | 13,1 | 9,8  | 14,8  |
| Température maximale moyenne (°C) | 10,7 | 10,7 | 11,8 | 15,4  | 19,1 | 23,1 | 25,8 | 26,4 | 23,6 | 20    | 16,4 | 12,9 | 18    |
| Précipitations (mm)               | 80,4 | 66,9 | 58,7 | 57,2  | 52   | 51,7 | 36,9 | 47   | 79,1 | 110,3 | 98,1 | 84,3 | 822,6 |

## Démographie
En 2016, la ville et l'agglomération comptaient respectivement 327 000 et 486 000 habitants.
| 1990    | 2000    | 2016    |
| ------- | ------- | ------- |
| 161 886 | 214 949 | 327 000 |

| 1990    | 2000    | 2016    |
| ------- | ------- | ------- |
| 216 605 | 283 233 | 486 000 |

## Monuments historiques et touristiques
- Sainte-Sophie
- Monastère de Sumela dans la province de Trabzon.
- Le monastère des Filles (Kızlar Manastırı Panagıa Keramesta) est un monastère construit en 1858, où on retrouve une grotte sacrée.
- Le château de Trébizonde (Trabzon Kalesi) se situe sur la partie la plus élevée de la ville et a été construit sur des fondations datant de l’époque byzantine.
- Le Musée de Trébizonde (Trabzon Müzesi) a été construit dans les années 1900 par le banquier Kostaki Teophylaktos. Cependant, les noms des architectes n’ont jamais été identifiés.Ce bâtiment a servi de quartier général pendant les années de lutte nationale et c’est là qu’a résidé Atatürk en 1924 lors de sa visite de la ville.
- Le Musée Trabzonspor (Trabzonspor Müzesi) est un monument officiel qui retrace l’histoire du football turc et où sont conservés les trophées de l’équipe locale.
- On peut également visiter des mosquées comme celle de Tavanlı, construite en 1874 par Nemlizades ou encore celle de Çarşı qui est la plus grande mosquée de la ville construite par le gouverneur de la ville Hüseyade Osman Pasha. Enfin la mosquée Erdoğdu Bey bâtie en bois date de 1577.

## Politique

### Montée du nationalisme turc dans la ville
Au début du XXe siècle, la ville a connu une forte immigration rurale, religieuse et conservatrice face à une diminution progressive de la population urbaine, laïque, libérale et cosmopolite où les chrétiens demeuraient sans aucun problème. La ville a peu à peu pris la réputation d’une ville « patriote » opposée aux séparatistes kurdes.
Les idées libérales et pro-européennes sont donc vivement rejetées et Trabzon apparaît alors comme le fief de l’ultranationalisme.
La ville a été liée à un fait divers qui montre bien cette montée du nationalisme. En effet, en 2007, un journaliste arménien, Hrant Dink, a été tué à Istanbul par Ogün Samast, un jeune de 17 ans originaire de Trabzon. Auparavant, en 2004, « Yasin Hayal, aujourd'hui suspecté d'être le mentor d'Ogün Samast, avait déjà posé une bombe dans le Mc Donald's de la grande rue commerçante, pour protester contre l'intervention américaine en Irak. Tous ces actes sont faits au nom d’une certaine idée de la pureté de l’identité turque et ces jeunes apparaissent souvent manipulés par les dirigeants nationalistes.
Ainsi, les conditions économiques assez difficiles dans la ville et des réseaux mafieux prospères ont permis l’implantation dans les esprits des discours de l’extrême droite. Le MHP (Parti d’action nationaliste), parti d’extrême droite conservatrice et eurosceptique et la milice des Loups gris, branche armée du MHP se sont donc facilement installés dans la ville avec toujours plus de partisans. Ces deux organisations sont rattachées au Parti islamo-nationaliste de la grande Union (BPP).

## Économie de la ville
La ville de Trabzon vit principalement de deux activités : le tourisme et le développement de l’immobilier. Le tourisme apparaît réellement comme un remède au chômage, principalement avec la croissance du tourisme de croisière et le développement du « corridor transcaucasien ». C’est surtout un « tourisme arabe » qui se développe dans cette ville car il existe une similarité de mode de vie, de religion (musulmane), de style de cuisine. Ces touristes en provenance des pays arabes dépensent plus en ville que les Européens et investissent dans la ville à travers l’achat d’appartements ou de maisons. Pour les attirer, le gouvernement a même lancé des campagnes de promotion touristiques à Riyad et Dubaï.
Ces deux pôles d’activités ont largement été encouragés et boostés depuis l’arrivée au pouvoir de la ville du Parti de la justice et du développement, l’AKP (Adalet ve Kalkinma Partisi).
Cependant, la ville reste assez touchée par le chômage et par l’exode de ses jeunes diplômés.

## Port de Trabzon

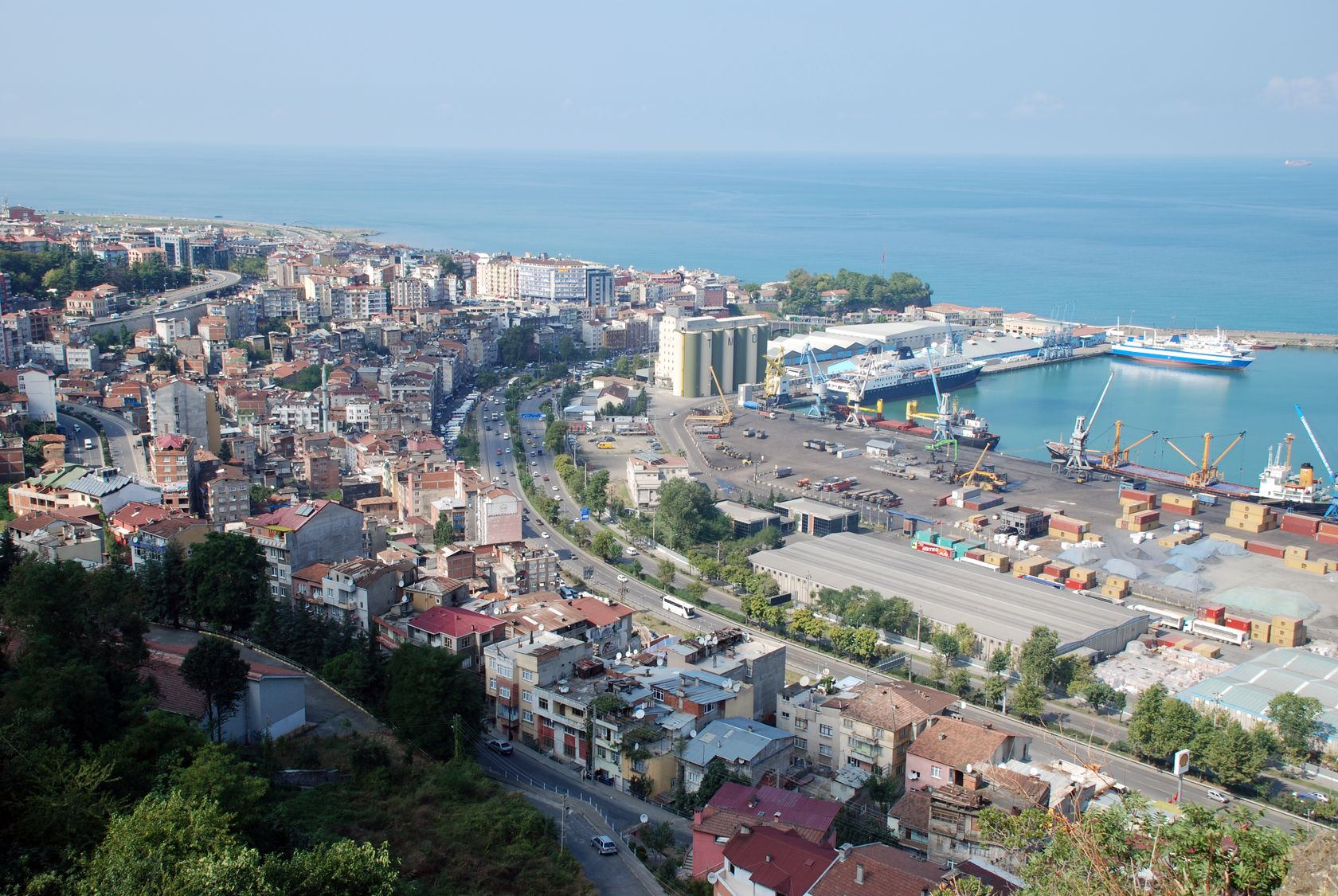
Le port de Trabzon (2011).

Le port de Trabzon, établi sur la côte de la mer Noire, représente un élément clé et essentiel pour l’économie de la ville de Trabzon. Celui-ci est situé au 41° 00′ 18,00″ de latitude nord et au 39° 43′ 36,98″ de longitude est. Hasan Pasha est à l’origine de la construction du port et du quai qui sont finalement achevés en 1903 par le gouverneur Mazhar Pacha.Il fait partie des cinq ports les plus importants de l’Empire ottoman.

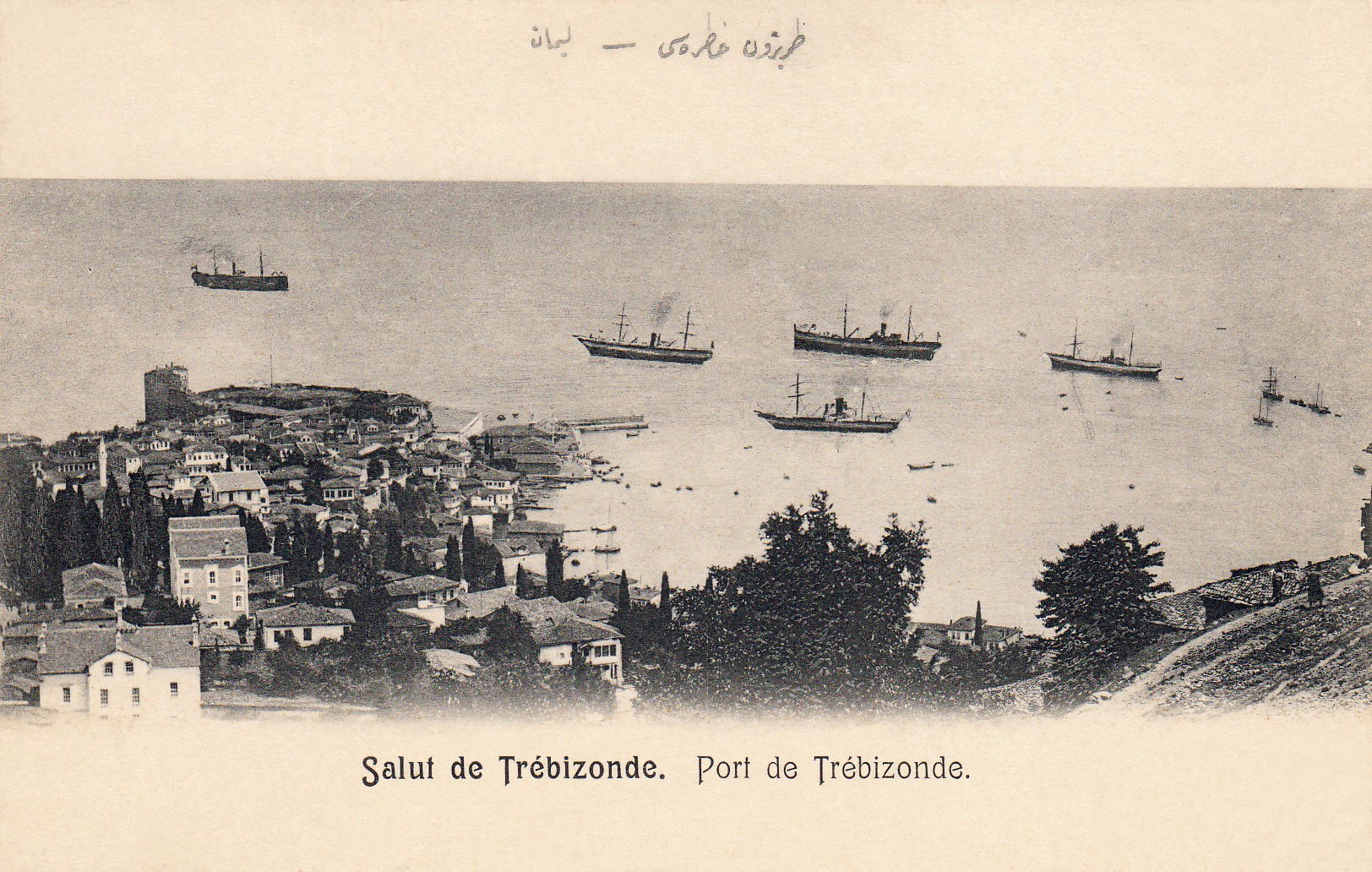
Carte postale "Salut de Trébizonde" montrant le port de Trabzon.

Plus récemment pour augmenter le trafic maritime et répondre à la nouvelle demande, des travaux de construction ont été lancés en 1980 et ont duré plus de 10 ans. Les droits d’exploitation du port de Trabzon ont été repris pour une durée de trente ans à partir de 2003, par Trabzon Port Operations INC.
Le port de Trabzon, du fait de sa place stratégique comme un passage commercial entre l’Asie, l’Iran, la Russie et le Caucase du Nord, était situé sur la Route de la soie. Les richesses de l’Est transitaient donc vers l’Ouest par ce port. Ainsi, les Génois et les Vénitiens ont utilisé ce port pour y vendre des tissus en laine, en toile et en soie.
Aujourd’hui, le port de Trabzon est toujours une plaque tournante du trafic commercial entre la Russie, la Géorgie et l’Iran. Par ailleurs, les sanctions envers l’Iran limitent pour le moment le transit par Trabzon d’hydrocarbures en provenance d’Iran et donc les profits obtenus.

## Culture

### Artisanat de la ville
La ville et ses environs sont assez connus pour la fabrication artisanale de bracelets en fil métallique, la production d’ustensiles de cuisine du fait de l’abondance de gisements de cuivre dans la région, le travail du bois, la fabrication de couteaux et le tissage de pagnes ou de sacoches.

### Cuisine
Traditionnellement, la cuisine de Trabzon repose surtout sur le poisson, notamment le hamsi, une espèce d'anchois pêchée dans la mer Noire au large de la ville. Les pêcheries de Trabzon représentent 20 % de la production turque de poissons. Parmi les plats régionaux typiques, on peut citer l'Akçaabat köfte (des boulettes d'agneau épicées), le Karadeniz pidesi (une pita en forme de canoë, farcie avec du bœuf, du fromage ou des œufs), le pastırma (pastrami) ou encore le kara lahana çorbası (une soupe au chou noir et aux haricots). Trabzon est aussi réputé en Turquie pour ses noisettes. La Région de la mer Noire, dont Trabzon est une des villes principales, est le premier producteur mondial de cerises et de noisettes, et une région majeure de culture du thé : ces produits jouent par conséquent un rôle important dans la cuisine locale.

### Sport
Le sport le plus populaire à Trabzon est de loin le football. Le club local, Trabzonspor, fondé en 1967, est le seul club en dehors d'Istanbul à avoir remporté le Championnat de Turquie de football (à six reprises), avec Bursaspor (une fois).
Trabzon a accueilli en 2007 la première édition des Jeux de la mer Noire, et a été en 2011 la ville hôte des épreuves estivales du Festival olympique de la jeunesse européenne.

## Jumelage

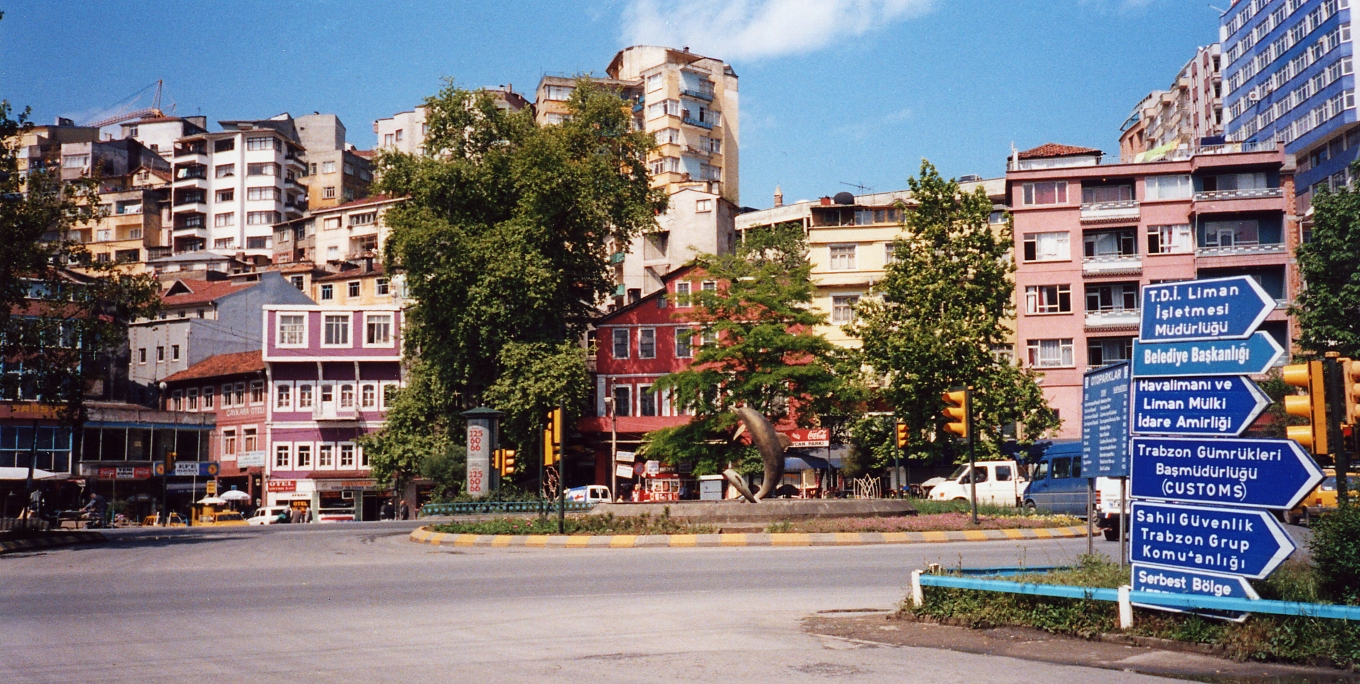
Un rond-point de Trabzon

La municipalité de Trabzon est jumelée avec :
- Sotchi (Russie) depuis 1993
- Rizhao (Chine) depuis 1997
- Szigetvár (Hongrie) depuis 1998
- Batoumi (Géorgie) depuis 2000
- Rasht (Iran) depuis 2000
- Zanjan (Iran) depuis 2001
- Kahramanmaraş (Turquie)
- Kuopio (Finlande)